# Yuliya Kondakova
Yuliya Kondakova (née le 4 décembre 1981 à Leningrad) est une athlète russe, spécialiste du 100 mètres haies.

## Biographie
Le 2 février 2019, le Tribunal arbitral du sport annonce sa suspension pour 4 ans à compter du 1er février 2019 ainsi que l'annulation de tous ses résultats entre le 17 juillet 2012 et le 16 juillet 2016. 

## Palmarès
| Date | Compétition                       | Lieu      | Résultat | Épreuve     | Temps   |
| ---- | --------------------------------- | --------- | -------- | ----------- | ------- |
| 2008 | Championnats du monde en salle    | Valence   | 7e       | 60 m haies  | 10 s 19 |
| 2008 | Coupe d'Europe                    | Annecy    | 3e       | 100 m haies | 12 s 83 |
| 2013 | Championnats du monde             | Moscou    | finale   | 100 m haies | DQ      |
| 2014 | Championnats du monde en salle    | Sopot     | finale   | 60 m haies  | DQ      |
| 2014 | Championnats d'Europe par équipes | Brunswick | finale   | 100 m haies | DQ      |

## Records
| Épreuve     | Performance | Lieu   | Date           |
| ----------- | ----------- | ------ | -------------- |
| 100 m haies | 12 s 73     | Moscou | 17 août 2013   |
| 60 m haies  | 7 s 93      | Moscou | 3 février 2013 |